# Barbara Emerson
Barbara Emerson est une historienne anglaise qui a enseigné la politique, la philosophie et l'économie au St Hilda's College d'Oxford.
Elle est surtout connue pour son livre Leopold II of the Belgians: King of Colonialism (1979), une « bonne synthèse biographique de Léopold II » qui s'attache surtout à ses ambitions coloniales.
Spécialiste du XIXe siècle européen, elle a aussi étudié les relations diplomatiques entre l'Angleterre et la Russie.

## Ouvrages
- The Black Prince, Londres : Weidenfeld and Nicolson, 1976. (Biographie d'Édouard de Woodstock)
- Leopold II of the Belgians: King of Colonialism, London, Weidenfeld and Nicolson, 1979, 324 p. 
  - Léopold II : le royaume et l'empire, Gembloux, Duculot, 1980.
- Delvaux, Anvers, Fonds Mercator, 1985. (Sur le peintre belge Paul Delvaux)